# Phacellium rufibasis
Phacellium rufibasis är en svampart som först beskrevs av Berk. & Broome, och fick sitt nu gällande namn av U. Braun 1992. Phacellium rufibasis ingår i släktet Phacellium och familjen Mycosphaerellaceae.   Inga underarter finns listade i Catalogue of Life.